# Maillet (Allier)
Maillet é uma ex-comuna francesa na região administrativa de Auvérnia-Ródano-Alpes, no departamento Allier. Estendeu-se por uma área de 25,75 km². Em 2010 a comuna tinha 898 habitantes (densidade: 34,9 hab./km²).
Em 1 de janeiro de 2016 foi fundida com as comunas de Givarlais e Louroux-Hodement para a criação da nova comuna de Haut-Bocage.